# エルフェゴ・バカ

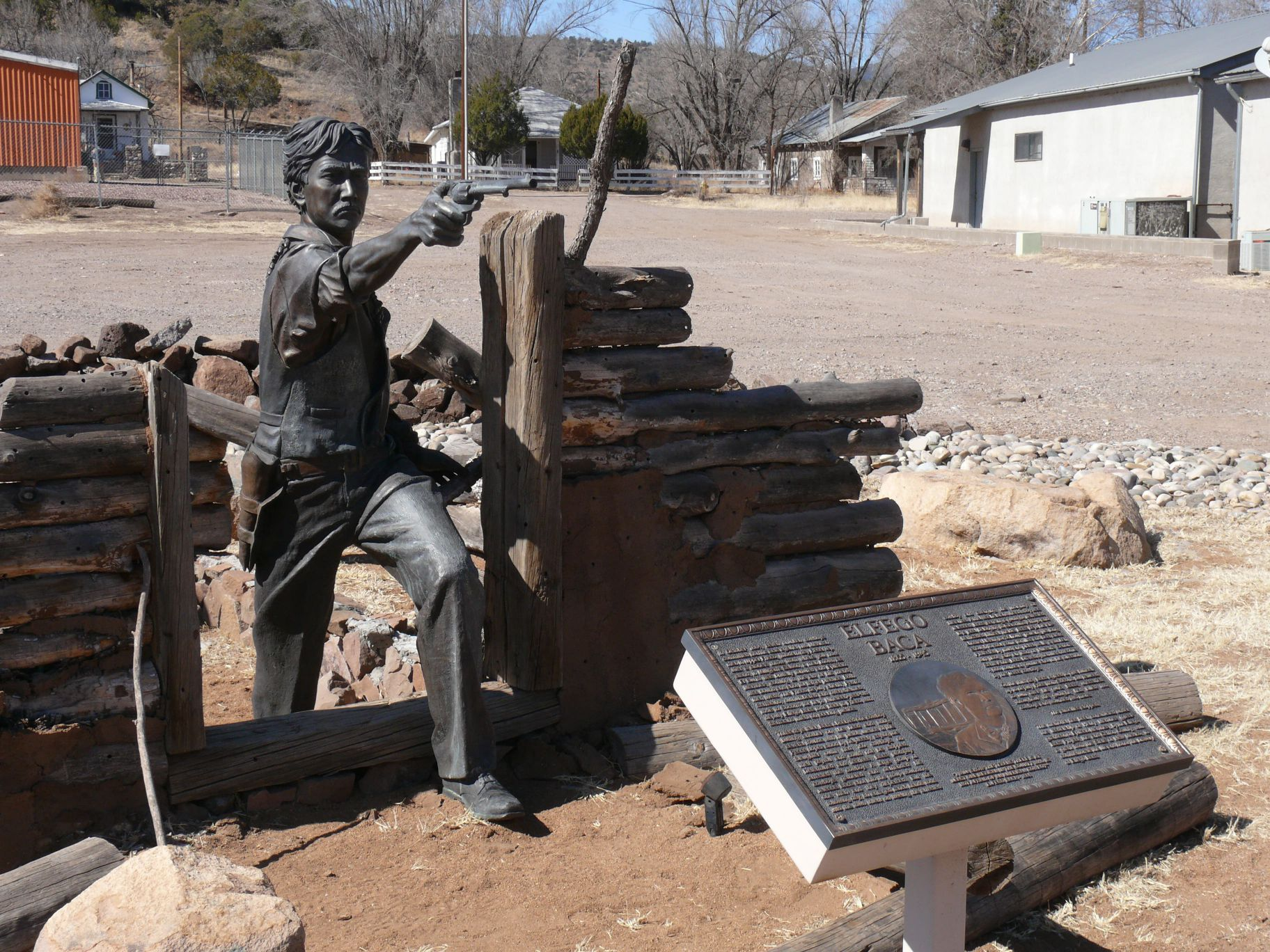
ニューメキシコにあるエルフェゴ・バカ像

エルフェゴ・バカ（Elfego Baca, 1865年2月10日 – 1945年8月27日）は、アメリカのワイルド・ウェスト末期の伝説的な法執行者、法律家、および政治家。

## 生涯

### 青年期
エルフェゴ・バカは1865年2月、南北戦争の終戦の少し前にニューメキシコ州ソコロで生まれた。バカの母は自分が妊娠していることに気付いておらず、その日、球技に興じていたところ、飛球を捕ろうとした拍子にバカが生まれ出てきたという。
翌年、バカの父は家族を連れ、カンザス州トピカに引っ越した。この引っ越しは子供たちによりよい教育を受けさせることが目的だったとされるが、戦争の影響による経済状況の変化によるものとの見方もある。当時トピカはアッチソン・トピカ・アンド・サンタフェ鉄道が本拠を置き、サンタフェへの鉄道建設を始めつつあった時期で、町は活況を呈していた。1872年に母や兄、姉が次々と死亡し、1880年、バカはソコロに戻った。ほどなく父も戻ってきて、ベレンの町の執行官になった。
1884年、バカは19歳の時、ニューメキシコ州ソコロ郡で保安官補になった。
彼の人生の目標は保安官になることだった。彼が言うには、彼は「無法者が自分の足音を聞いて1ブロック離れる」ことを望んだ。当時のニューメキシコ南西部は、まだ比較的人口がまばらな放牧地帯であった。カウボーイが土地を徘徊し好き勝手にしていた。彼らは町に入って、サロンで酒を飲んで、地元のメキシコ系アメリカ人を攻撃し、退屈したら町中で銃を撃ったかもしれない。バカはそれらを終わらせようとしていた。

### フリスコ銃撃戦
1884年12月1日、アッパー・サンフランシスコ・プラザの町（現在のリザーヴ）で、エルフェゴ・バカは実際に彼を撃った大騒ぎしているカウボーイを逮捕した。男の仲間は彼の釈放を要求したが、バカは拒否した。カウボーイからの脅しの後に、バカはジェロニモ・アルミホの家に避難した。カウボーイとのにらみ合いは続き、およそ80名のカウボーイたちが家を攻撃するべく集まった。
伝えられるところによると、アドベ造りの家がスイスチーズのようになるまで、カウボーイたちは家に向けて4,000発以上を発射した。信じられないことに、一発の弾丸もバカに当たらなかった。家の床の高さは地面よりわずかに低かったらしく、それでバカは被害を免れることができたと言われている。包囲戦の間、バカは発砲して4名の攻撃者を殺し、他に8名を負傷させた。36時間後、カウボーイたちが弾薬を使い果たした時に戦いは終わった。彼らが去った後、バカは無傷で家から歩いた。
1885年5月、攻撃で殺されたカウボーイたちのうちの一人の死についてバカは殺人で告発された。裁判まで彼は投獄され、1885年8月、アルミホの家のドアが証拠として提出された後にバカは免罪された。それは400発以上の弾痕が残っていた。この事件はフリスコ銃撃戦として知られるようになった。

### 法律家として
バカは正式にソコロ郡の保安官になり、地域の法律違反者の逮捕の告発を請け負った。手配中の男の追跡を彼の代理人に命令する代わりに、彼は被告それぞれに手紙を送った。その内容は「私はあなたの逮捕状を持っている。3月15日までに出頭して自首すること。もししなければ、逮捕に抵抗する者とみなし、あなたを追跡した時に発砲するのはやむを得ないであろう」というものであった。犯罪者のほとんどは自首した。
1888年、バカは連邦保安官になった。彼は2年間務めて、法律の勉強を始めた。1894年12月、彼は弁護士資格を取得しソコロの法律事務所に加わった。1902年から1904年まで、エルパソのサンアントニオ通りに弁護士を開業した。

### 政治家として
バカはソコロ郡の郡書記、市長、教育長、ソコロとシエラ郡の地方検事を含む、官公庁の役職を引き継いだ。レオン・メッツはその著書『The Shooters』の中で、「ほとんどの報告では、彼がソコロに今までいた中で最も良い保安官であったと言われている」と書いた。
1913年から1916年まで、バカはメキシコ革命の間、ビクトリアーノ・ウエルタの政府の、アメリカ合衆国の公式代表者として務めた。この地位により、メキシコ軍将軍のホセ・イネス・サラザルが脱獄した時、バカは犯罪の陰謀に関して告発された。ニューメキシコの弁護士で政治家のオクタビアノ・ララゾロによって防御することに成功し、バカの評判は南西部の居住者の間で広まった。
1912年にニューメキシコが州になった時、 バカは共和党として議会に立候補するが失敗した。それにもかかわらず、彼の名はヒスパニック系の人々の票をかき集める能力で評価された政界人として残った。ある時期は私立探偵として働いて、国境を渡ってメキシコの町シウダーフアレスのカジノの用心棒としても仕事をした。
バカは長年の上院議員ブロンソン・カッティングの政治的な調査員として密接に働き、地元のヒスパニック系住民のためにカッティングの仕事を称賛する週刊コラムをスペイン語で書いた。バカは健康を害しているにもかかわらず知事への立候補を考えたが、1944年に地方検事への民主党の指名を得るのに失敗した。
バカの伝記を著したメッツは、「エルフェゴはかつて、そして今も、議論の的である。彼は飲み過ぎて、話し過ぎた。彼は乱れた女性を好んだ。彼はしばしば横柄で、そしてもちろん、人を殺したことになんの良心の呵責もなかった」と書いた。75歳の誕生日にバカは、弁護士として彼は30人の殺人で告発された被告を防御して、刑務所に行ったのはたったの一人であったと『アルバカーキ・トリビューン』紙に語った。
1936年7月、彼の死の数年前、ジャネット・スミスはエルフェゴ・バカにインタビューをした。彼女のノートは議会図書館で見る事ができる。バカはスミスに、「私は誰も殺したいと思わなかったが、もし誰かが私を殺そうと思ってそうしようとしたなら、私はまず彼を捕らえて仕事とする」と言った。
1945年、エルフェゴ・バカは80歳で死亡した。
1958年にはディズニーがテレビ番組『Walt Disney Presents』においてバカの生涯をもとにした番組『The Nine Lives of Elfego Baca』を放送した。一部の回は後にDVDでも発売された。1960年からはエルフェゴ・バカ・ゴルフシュートと呼ばれるゴルフ競技がソコロで毎年開催されている。